# Dmitrij Golicyn (1721–1793)
Dmitrij Michajłowicz Golicyn ros. Дмитрий Михайлович Голицын (ur. 1721, zm. 1793) – rosyjski dyplomata z potężnego rodu książąt Golicyn.
Golicyn mieszkał w latach 1768–1784 jako ambasador Rosji w Wiedniu, w pałacu przy Krügerstrasse. Dziś pamiętany jest przede wszystkim jako mecenas twórczości Mozarta (poznali się w 1768 roku), który dawał w jego pałacu częste koncerty: 17 marca 1781, 4 grudnia 1782 i wielokrotnie w 1784.